# 中野文照
中野文照（1915年1月13日—1989年12月30日），日本男子網球運動員，岐阜县瑞浪市人，畢業於日本法政大學。活躍於1930年代末期至1950年代初期。
中野曾经打入1938年法国公开赛男单的第四轮。此纪录（日本人在网球公开赛的纪录）一直保持到2013年。

## 外部連結
- 中野文照（英文/西班牙文）的官方資料
- 中野文照的國際網球總會 職業／青少年 官方資料（英文）
- 中野文照的官方資料（英文）
- 引退選手:中野文照（故人） - 日本テニス協会公式サイト （日語）